# Hemileucon bidentatus
Hemileucon bidentatus är en kräftdjursart som beskrevs av Liu 1990. Hemileucon bidentatus ingår i släktet Hemileucon och familjen Leuconidae. Inga underarter finns listade i Catalogue of Life.